# Druhý Doktor

Logo BBC

Druhý Doktor je inkarnací Doctora, protagonisty z televizního seriálu od BBC Doctor Who. Byl ztvárněn hercem Patrickem Troughtonem.
V seriálu je Doktor vylíčen jako mimozemšťan humanoidního vzhledu, který cestuje prostorem a časem ve své TARDIS (zkratka pro anglické "Time and Relative Dimensions in Space", česky Čas a Relativní dimenze v prostoru). Pokud je Doktor smrtelně zraněn, může regenerovat, tj. změnit úplně svojí osobnost, vzhled, hlas a částečně i myšlení. Jediné co mu zůstane, jsou vzpomínky.

## Biografie

### Regenerace
Regenerace do druhého doktora (původně jen jako "obnova") byla pro fanoušky seriálu velikým překvapením, jelikož něco takového bylo na televizních obrazovkách zcela nové. První Doktor, hraný Williamem Hartnellem, postupně slábnul, zatímco bojoval s Kyberlidmi během epizody Desátá planeta a nakonec zemřel, zdánlivě kvůli stáří. Jeho tělo samo zregenerovalo do druhého Doktora. Zpočátku byl vztah mezi druhým Doktorem a jeho předchůdcem nejasný. Ve svém prvním příběhu, druhý Doktor odkazoval na svého předchůdce v třetí osobě, jako by byl úplně jiný člověk. Jeho společníci Ben a Polly si nebyli nejprve jisti, jestli je to opravdu Doktor, a uznali to až poté, co ho Dalek jmenoval Doktorem.

### Společníci
Ve druhém příběhu, Highlanders , se Jamie McCrimmon připojil k posádce Tardis a zůstal s Druhým Doktorem pro zbytek jeho života ,Ben a Polly opustili Tardis spolu, když TARDIS přistála na Gatwick Airport ve stejný den, kdy původně odešli s prvním Doktorem, poté, co zastavili masový únos turistů s tvarem měnícími mimozemštany. Doktor a Jamie se pak stali zapojeni do spiknutí Daleků získat oba "Lidské a Dalekovské faktory". Postupně se Doctor setkává ještě s Vicky, která ho poté opouští, a Zoe, která s ním a Jamiem zůstane až do jeho regenerace. Během své inkarnace se také setkává s Brigadýrem Alistairem Gordonem Lethbridgem-Stewartem, který vede jednotku Unit zabývající se hledáním a potlačováním mimozemských jevů ve Velké Británii a vlastně i v celém světě. Brigadýr Lethbridge-Stewart Doktora provází během klasických sérií ale většinou se objevuje pouze v epizodách, který se vyskytují na Planetě Zemi.

### Nepřátelé
Během své druhé inkarnace se Doktor setkává s řadou známých nepřátel, jako jsou Dalekové a Kyberlidé, stejně jako potkává nové nepřátele jako například Velkou Inteligenci a Ledové Válečníky.

### Smrt
Čas Doktorova konce nadešel tehdy, když TARDIS přistála uprostřed válečné zóny, vytvořené rasou mimozemských válečníků, kteří s pomocí dalšího odpadlíka Pánů času, Náčelníka, postupně unášeli a vymývali mozky lidi, aby se stal vojáky pro ně v naději, že dobijí galaxii. Ačkoli Doktor byl schopný porazit svůj plán, uvědomil si, že by byl schopen vrátit lidi do jejich různých původních bodů v historii Země. Proto kontaktoval Pány času, obětoval svoji vlastní svobodu v procesu, a i přes pokus o útěk byl nucen vrátit se na svou domovskou planetu. Byl pak postaven před soud za porušení zákonů nevměšování se do historie. Navzdory tvrzení Doctora, že by Páni času měli použít své schopnosti k pomáhání druhým, byl odsouzen k vyhnanství na Zemi 20. století, k tomu ještě dostal od Pánů času vynucenou regeneraci do Třetího Doctora. Jamie a Zoe se vrátili do svého vlastního času, s vymazanými vzpomínkami na vše, kromě jejich prvního setkání s Doctorem a tajemství TARDIS.